# آتشفشان دابهو
آتشفشان دابهو (به لاتین: Dabbahu Volcano) یک کوه در اتیوپی است که در منطقه عفار واقع شده‌است. آتشفشان دابهو ۱٬۴۴۲ متر بالاتر از سطح دریا واقع شده‌است.